# Raymond Bloch
 (août 2022).
Pour les articles homonymes, voir Bloch.
Raymond Bloch, né le 4 mai 1914 à Paris où il meurt le 12 août 1997, est un latiniste, étruscologue et historien des religions français. Il travaille pour le CNRS et siège à l'Académie des inscriptions et belles-lettres.

## Biographie
Raymond Bloch, fils du linguiste et lexicologue Oscar Bloch, fut élève de l'École Normale Supérieure de Paris de 1934 à 1938, agrégé de grammaire en 1938 ; il vit un début de carrière prometteur brusquement interrompu par la guerre : mobilisé en 1939 comme officier mais prisonnier en Allemagne, il ne put poursuivre ses études à l'École française de Rome dont il avait été nommé membre, et, après la défaite de son pays, connut de longues années de captivité en Allemagne, dont il ne revint qu'après la fin du conflit en 1945.
De 1945 à 1947, il est à l'École française de Rome puis dirige les fouilles à Bolsena puis celles de Casalecchio di Reno, de 1960 à 1965, en liaison avec Guido Mansuelli. Mais cet amoureux de l'Italie ne manquait pas une occasion de revenir dans ce pays qu'il appréciait tant, où il avait de très nombreuses amitiés et dont il parlait avec passion devant ses étudiants.
De 1949 à sa retraite en 1982, il est directeur d'études à l'École pratique des hautes études (IVe section), où il tient un séminaire, le jeudi matin, par lequel sont passés tous ceux qui voulaient se tourner vers l'étude de la civilisation étrusque et des premiers siècles de Rome.
Dans la décennie 1950, Raymond Bloch propose l'hypothèse que les Étrusques auraient une origine orientale à la suite de l'étude de différents domaines de la vie étrusque comme les arts, la culture, la religion ou la pensée. Cette théorie montre que l'aire de la culture de Villanova aurait eu d'importants contacts avec les Grecs installés dans le Sud de l'Italie et avec les commerçants phéniciens au milieu du VIIIe siècle av. J.-C. et que les Étrusques auraient émergé dans cette zone à la fin du VIIIe siècle av. J.-C.. Ceci pourrait être d'ailleurs l'une des causes de l'hellénisation de la culture romaine quelques siècles plus tard,.
Il fut élu à l'Académie des inscriptions et belles-lettres en 1982.

## Distinctions
- Officier de la Légion d'honneur
- Officier de l'ordre des Arts et des Lettres
- Commandeur de l'ordre des Palmes académiques

## Œuvre
Outre sa thèse Recherches en territoire volsinien, parue en 1972, édition dans la collection Guillaume Budé du livre 7 de Tite-Live (en collaboration avec J. Bayet) en 1968, celle du livre 8 (en collaboration avec C. Guittard) en 1987, ainsi que les appendices historiques des rééditions des livres précédents.
Il est l'auteur d'une série de petits livres dans lesquels, avec un art consommé, il savait rendre accessible, pour un public non nécessairement spécialisé, les acquis les plus récents de la recherche. C'est néanmoins l'étude des mentalités et des idées religieuses qui l'attirait le plus : son ouvrage Les Prodiges dans l'Antiquité classique, dont la première édition est de 1963, est resté la référence classique sur la question et le dernier livre qu'il ait écrit, La divination, essai sur l'avenir et son imaginaire, paru en 1991, traitait encore de ce domaine. Là encore, il savait remarquablement faire partager sa passion pour ces questions : en témoigne la série des trois volumes collectifs parus en 1976, 1980 et 1985 dans la collection des Hautes études du monde gréco-romain, où sont regroupés des travaux suscités par son séminaire sur les religions de l'Italie ancienne.
Il crée et dirige, pendant une vingtaine d'années, la collection Les Grandes Civilisations chez Arthaud.

## Publications
- Les ouvrages sur les Étrusques se sont succédé :
  - Les Étrusques, en 1954, et dans la collection Que sais-je ?, PUF, en 1963,
  - L'Art et la civilisation étrusques, en 1955,
  - Le Mystère étrusque, en 1956,
  - L'Art des Étrusques, en 1965 ;
- Ceux aussi sur la plus ancienne Rome, dont il savait bien qu'on ne pouvait séparer l'étude de celle du monde étrusque et italique contemporain :
  - Les Origines de Rome, en 1946,
  - puis un autre ouvrage, sous le même titre, en 1959,
  - Tite-Live et les premiers siècles de Rome, en 1965.